# Heribert Schulmeyer
Heribert Schulmeyer (* 1954) ist ein in Köln lebender, deutscher Illustrator und Comiczeichner.

## Werdegang
Schulmeyer studierte nach dem Abitur freie Graphik und Illustration an den Kölner Werkschulen (FH Kunst und Design), unter anderem bei Heinz Edelmann und Daniel Spoerri.

## Werk

### Comics
Schulmeyers Comics erschienen vor allem in den 1980er Jahren in deutschen Undergroundmagazinen wie Zomix oder Rad ab!.
Sein Zeichenstil hebt sich deutlich von dem seiner Kollegen (u. a. Hansi Kiefersauer, Volker Reiche, Rolf Boyke, Brösel, Thomas M. Bunk, Gerhard Seyfried) ab, die stark von amerikanischen Zeichenschulen beeinflusst sind – von der Subkultur (Robert Crumb, Gilbert Shelton, Bill Griffith etc.) bis hin zum Mainstream (Funnies, Al Taliaferro, Carl Barks etc.). Schulmeyer steht eher in der Tradition von Illustratoren aus dem 19. Jahrhundert; er strichelt sorgfältig, pflegt einen sauberen, detailreichen Bildaufbau, seine Panelanordnung ist eher konservativ; dabei verfügt er aber über einen flotten Strich. Die meisten seiner Geschichten kann man am ehesten als Fabeln bezeichnen, von sprechenden Menschen und Tieren gleichermaßen belebt, erzählt in einem leichten, ruhigen Tonfall mit unterschwelligem Humor.
Auch wenn er seine Comics in an Erwachsene gerichtete Publikationen veröffentlichte, so waren sie doch gleichermaßen für Kinder verständlich. In den 2000er
Jahren erschienen nur noch Geschichten, die direkt Kinder oder ein jugendliches Publikum adressierten.

### Bücher
Schulmeyer ist seit 1981 für diverse Verlage aktiv, vorwiegend im Bereich des Jugend- und Kinderbuches; beispielsweise betreut er die Reihen Leselöwen (Loewe Verlag) und Leserabe (Ravensburger, ebenso das gleichnamige Quartalsmagazin); oder als Texter und Zeichner die Pixi Serie Hansi Hase (Carlsen). Autoren, mit denen er als Illustrator regelmäßig zusammenarbeitet, sind Rüdiger Bertram, Manfred Mai und Christian Tielmann. Weiterhin stammen unzählige Buchumschläge aus seiner Feder.

### Film
Schulmeyer arbeitet für den WDR, unter anderem für Die Sendung mit der Maus.
Neben Theo Kerp war er Hauptillustrator der deutsch-französischen Co-produktion Jim Knopf (Zeichentrick-Fernsehserie, 52 Episoden, 2000–2001).

### Theater
Schulmeyer gründete 1984 mit sechs anderen Personen (u. a. Theo Kerp, Herbert Rosner) die Künstlergruppe Kölner Kästchentreffen, die sich dem Papiertheater widmet.

### Freie Kunst
Vom Ende der 1990er Jahre an tritt Schulmeyer auch als freischaffender Künstler an die Öffentlichkeit. Seine Werke sind meist eine Art von verspielter Kleinplastik. Er arbeitet dabei vorwiegend mit Ton, Papier/Pappe und Bastelartikeln/Spielzeug.

## Veröffentlichungen  (Auswahl)
- (Erwachsenen-)Comics von Schulmeyer in:
  - Boyke / Kiefersauer / Lang / Nemeth (Hrsg.:) Zomix 6/8/9/10/11, München: div., Selbstverlag, 1982–1983
  - Rad ab!, Berlin: Gerald Leue, 1985–1987
  - Kiefersauer (Hrsg.), Mixed Pickles 2, Kiel: Semmel Verlag, 1989
  - SI-Kartuun, 5/8/9, Siegen: Selbstverlag 1991–1994

- (Kinder-)Comics von Schulmeyer in:
  - Der Leserabe, Ravensburg: Ravensburger Buchverlag 2007 - … (erscheint noch)

- Text und Illustration von Schulmeyer:
  - Bruno & Holunder, Stuttgart : Thienemann, 1999.
  - Pixi 1373: Hansi Hase und sein Schmetterling,  Hamburg: Carlsen 2005.
  - Pixi 1472: Hansi Hase und das Seifenkistenrennen,  Hamburg: Carlsen 2006.
  - Pixi 1547: Hansi Hase ist kein Angsthase,  Hamburg: Carlsen 2007.
  - Pixi 1607: Hansi Hase und seine Schultüte, Hamburg: Carlsen 2008.
  - Pixi 1644: Schlaf gut, Hansi Hase, Hamburg: Carlsen 2008.

- Illustrationen von Schulmeyer in:
  - Wolfram Eicke, Fussel im Glück, Hamburg: Edelkids 2009.
  - Gerd Schneider, Bauer, Dame, König – MATT!, Köln: Arena 2008.
  - Dorothee Haentjes, Fiffi und die schönen Hunde, Hamburg: edelkids 2008.
  - Rüdiger Bertram, Pizza Krawalla, Reinbek: Rowohlt 2005.
  - Astrid Frank, LOTTA ermittelt, Stuttgart : Thienemann 2002.
  - Andreas Steinhöfel, Wo bist du nur? Hamburg: Carlsen, 2000.
  - Katja Reider, Der doofe Dieter, Düsseldorf: Patmos 1997.
  - Hanne Turowski, Damals, im Jahre Null, Düsseldorf: Patmos 1991.
  - Ernst Günter Tange (Hrsg.), Das grosse Buch der boshaften Definitionen, Frankfurt am Main : Eichborn 1989

- Illustrationen von Schulmeyer, Text von Christian Tielmann:
  - Kommissar Schlotterteich: Ertappt!, Hamburg: Carlsen, 2002
  - Kommissar Schlotterteich: Geschnappt!, Hamburg: Carlsen 2003.
  - Kommissar Schlotterteich: Erwischt!, Hamburg: Carlsen 2003.
  - Der schlechteste Ritter der Welt, Bibliographisches Institut, Mannheim 2007.
  - Die Inselschüler – Der Fall Hampe, Bibliographisches Institut, Mannheim 2009.
  - Die Inselschüler – Gefahr im Watt, Bibliographisches Institut, Mannheim 2009.

- Der Leserabe mit:
  - Manfred Mai, Leserabe. Eine Klasse im Fußballfieber, Ravensburg: Ravensburger Buchverlag 2008.
  - Rüdiger Bertram, Der Leserabe jagt die miesen Miezen, Ravensburg: Ravensburger Buchverlag 2008.
  - Heidemarie Brosche u. a., Rabenstarke Gruselgeschichten, Ravensburg: Ravensburger Buchverlag 2008.

- Leselöwen mit:
  - Martin Klein, Leselöwen-Torjägergeschichten, Bindlach: Loewe 1999.
  - Manfred Mai, Leselöwen-Bolzplatzgeschichten, Bindlach: Loewe 2006.
  - Sabine Daibel-Kaiser, Leselöwen-Dinosauriergeschichten, Bindlach: Loewe 2007.
  - Ulli Schubert, Leselöwen-Elfmetergeschichten, Bindlach: Loewe 2008.
- Illustrationen von Schulmeyer, Text von Rüdiger Bertram:
  - Coolman und ich 1 -8, Oetinger Buchverlag

## Belege
1. 1 2  Heribert Schulmeyer. In: penguinrandomhouse.de. Abgerufen am 16. Juni 2022.
2. 1 2  deutschlandfunk.de: Comics, Kästchen, Bilderbücher - Schulmeyer: "Als Illustrator lebt man mit Figuren". Abgerufen am 16. Juni 2022.
3. ↑  Heribert Schulmeyer – Infos und Bücher | Thienemann-Esslinger Verlag. Abgerufen am 16. Juni 2022 (deutsch).
4. 1 2  Heribert Schulmeyer. In: multiart-international.de. Archiviert vom Original (nicht mehr online verfügbar) am 21. Mai 2008; abgerufen am 16. Juni 2022.
5. ↑  Das Team. In: kölner-kästchentreffen.de. Abgerufen am 16. Juni 2022.
6. ↑  Nr. 19 Heribert Schulmeyer, Maske. In: lass-mal-stecken.de. Archiviert vom Original (nicht mehr online verfügbar) am 6. Dezember 2008; abgerufen am 16. Juni 2022.

| Personendaten    | Personendaten             |
| ---------------- | ------------------------- |
| NAME             | Schulmeyer, Heribert      |
| KURZBESCHREIBUNG | deutscher Illustrator     |
| GEBURTSDATUM     | 1954                      |
| GEBURTSORT       | Köln, Nordrhein-Westfalen |